# Jean-Baptiste Pasturel
Jean-Baptiste Pasturel, né le 5 avril 1896 et décédé le 8 septembre 1962 à Périers (Manche) est un écrivain français.
Préparateur en pharmacie, Conseiller municipal de Périers. Auteur de chansons dont Périers balade (1930), Amiens express (1942), Aux jours d'exode (1944) & Du nouvé dans l'pays (1945), Lune et les autres (1957), poète entre autres de Après les heures sombres (1945), et écrivain d'expression normande notamment de Monologues en patois de la région de Périers (1924), et d'Histouères de tchu nous (1937, une première édition partielle parut en 1923).
Marié en juin 1921 à Marguerite Fromentin, père en 1923 de jumelles Camille et Andrée, et en 1931 d'un fils Claude.
En 1996, un numéro spécial sur J.-B. Pasturel, pour le centenaire de sa naissance, parut dans Le Viquet (Parler et Traditions populaires en Normandie) N° 110.